# Roberto Ferrari (gymnast)
Roberto Ferrari (født 8. december 1890, død 27. september 1954) var en italiensk gymnast, som deltog i OL 1920 i Antwerpen. 
Ferrari stillede ved OL 1920 op i mangekamp for hold. I holdkampen, der var på programmet for anden og sidste gang, var han med til at sikre, at italienerne vandt guld. De opnåede 359,855 point, mens Belgien på andenpladsen fik 346,765 point og Frankrig på tredjepladsen 340,100 point.